# Landiopsis capuronii
Landiopsis capuronii là một loài thực vật có hoa trong họ Thiến thảo. Loài này được Bosser mô tả khoa học đầu tiên năm 1998.